# New York Movie
New York Movie ou N.Y Movie House (en français, Cinéma à New York) est une peinture à l'huile sur toile réalisée l'artiste américain Edward Hopper le 29 janvier 1939 et conservée depuis un don anonyme au Museum of Modern Art  de New York. 

## Description
Dans un intérieur sombre seulement éclairé clairement du côté droit par une applique à trois lampes, se tient à l'écart de la salle une ouvreuse de cinéma blonde en uniforme bleu nuit chaussée de sandales noires, rayure rouge le long du pantalon,. Elle est appuyée contre le mur, la main droite se tenant le visage, la gauche une lampe de poche. Le centre du tableau marque ainsi la transition entre l'obscurité de la salle telle une caverne et la luminosité qui se repend sur la femme. 
Outre un personnage secondaire faiblement éclairé à gauche, d'autres sources de lumières plus faibles sont présentes : celle venant de l'écran de projection à droite, celles de trois plafonniers sous les balcons à gauche, la lumière de l'escalier rectiligne au-delà de l'ouvreuse.
André Breton, qui voit le tableau durant son exil aux États-Unis, décrit une « très belle jeune femme perdue dans son rêve à l'écart de ce qui se déroule de grisant pour les autres ».

## Analyse
Un des thèmes récurrents chez Hopper, à savoir la solitude, se voit exprimée par l'emploi exercé par l'ouvreuse attendant la fin de la séance de cinéma, et prise dans ses rêveries. Le lieu est ici inspiré par  les escaliers et les auditoriums de ses salles de cinéma préférées, le Palace, le Globe, la République et le Strand. Comme souvent, sa femme Jo lui servit de modèle. Les croquis préparatoire et avant la livraison sont plus clairs dans leur teneur, les dossiers des sièges de la salle s'y distinguent plus facilement. Le biais et la perspective sont, une fois de plus, utilisés par le peintre. De par sa composition, cette œuvre est souvent mise en parallèle avec Intérieur d'Edgar Degas.